# Balanococcus nelsonensis
Balanococcus nelsonensis är en insektsart som beskrevs av Jennifer M. Cox 1987. Balanococcus nelsonensis ingår i släktet Balanococcus och familjen ullsköldlöss. Inga underarter finns listade i Catalogue of Life.